# Арка (приток Юшута)
Арка — река в России, протекает в Республике Марий Эл. Устье реки находится в 67 км от устья Юшута по левому берегу. Длина реки составляет 29 км, площадь водосборного бассейна — 178 км².
Исток реки находится на Вятском Увале в лесном массиве в 17 км к юго-западу от посёлка Куженер. Река течёт на юго-запад по лесному массиву, протекает рядом с деревнями Малые Мушераны и Весьшурга. Впадает в Юшут северо-западнее деревни Изи-Шурга.

## Данные водного реестра
По данным государственного водного реестра России относится к Верхневолжскому бассейновому округу, водохозяйственный участок реки — Волга от Чебоксарского гидроузла до города Казань, без рек Свияга и Цивиль, речной подбассейн реки — Волга от впадения Оки до Куйбышевского водохранилища (без бассейна Суры). Речной бассейн реки — (Верхняя) Волга до Куйбышевского водохранилища (без бассейна Оки).
Код объекта в государственном водном реестре — 08010400712112100001906.